# آی‌ان‌اس گرپد (ال۱۴)
آی‌ان‌اس گرپد (ال۱۴) (به انگلیسی: INS Ghorpad (L14)) یک کشتی است که طول آن 83.9 m می‌باشد. این کشتی در سال ۱۹۷۴ ساخته شد.